# Artemis Ridge
Artemis Ridge ist ein 1,5 km langer und 1700 m hoher Bergkamm im ostantarktischen Viktorialand. Er ragt zwischen dem Thomas Valley und dem südwestlichen Abschnitt des Clark-Gletschers in der Olympus Range des Transantarktischen Gebirges auf.
Das New Zealand Geographic Board benannte ihn 1998 nach der Göttin Artemis aus der griechischen Mythologie.